# انجنت استوریا
انجنت استوریا (انگلیسی: Anjanette Astoria؛ زاده ۲۱ اوت ۱۹۷۳) بازیگر پیشین پورنوگرافی اهل ایالات متحده آمریکا است.